# Список мастеров спорта СССР международного класса по футболу
Звание «мастер спорта СССР международного класса» введено 17 марта 1965 года. Первые футболисты были удостоены звания 11 августа 1966 года, по итогам выступлений на ЧМ-1966 по футболу. Всего звание присвоено 153 футболистам, из них четверым (Сабо, Мунтян, Баль и Банишевский) — дважды (без отмены предыдущего). 52 мастерам спорта СССР международного класса было присвоено также звание заслуженного мастера спорта СССР (змс), пятерым — звание змс России.

## Список

### 1966
11 августа
Фактически звание было присвоено за 4-е место на ЧМ-1966; официальная формулировка была «за выполнение нормативов и требований Единой всесоюзной спортивной классификации».
- змс (1957) Яшин, Лев Иванович (знак № 484)
- Кавазашвили, Анзор Амберкович - змс (1967)
- Пономарёв, Владимир Алексеевич - змс (1969)
- Шестернёв, Альберт Алексеевич - змс (1967)
- Хурцилава, Муртаз Калистратович - змс (1969)
- Корнеев, Алексей Александрович
- Данилов, Василий Савельевич - змс России (1997)
- Островский, Леонид Альфонсович - змс (1991)
- змс (1964) Воронин, Валерий Иванович
- Сабо, Йожеф Йожефович - змс (1967)
- Сичинава, Георгий Владимирович
- Серебряников, Виктор Петрович - змс (1967)
- Хусаинов, Галимзян Салихович - змс (1967)
- Численко, Игорь Леонидович - змс (1991)
- Банишевский, Анатолий Андреевич - змс (1991)
- Малофеев, Эдуард Васильевич - змс (1967)
- Поркуян, Валерий Семёнович (знак № 500) - змс (1991)
- змс (1960) Метревели, Слава Калистратович

### 1972
16 августа
Звание присвоено 11 футболистам московского «Динамо» за выход в финал Кубка Кубков:
- змс (1967) Сабо, Йожеф Йожефович (2-й раз; первый — в 1966)
- Пильгуй, Владимир Михайлович
- Басалаев, Владимир Сергеевич
- Зыков, Валерий Борисович
- Жуков, Евгений Пантелеевич
- Козлов, Владимир Владимирович
- Еврюжихин, Геннадий Егорович
- Долматов, Олег Васильевич
- Аничкин, Виктор Иванович
- Долбоносов, Владимир Николаевич
- Эштреков, Владимир Хазраилович

9 октября
Звание присвоено 5 игрокам сборной СССР за 2-е место на ЧЕ-1972:
- Истомин, Юрий Васильевич - змс (1992)
- Капличный, Владимир Александрович
- Колотов, Виктор Михайлович - змс (1975)
- Дзодзуашвили, Реваз Михайлович
- Нодия, Гиви Георгиевич

### 1973
16 февраля
- Трошкин, Владимир Николаевич - змс (1975)
- Мунтян, Владимир Фёдорович - змс (1975)
- змс (1972) Рудаков, Евгений Васильевич
- Онищенко, Владимир Иванович - змс (1975)

12 апреля
- Байдачный, Анатолий Николаевич

Владимир Мунтян получил звание как «сыгравший 31 матч в составе первой сборной СССР против национальных сборных команд различных стран и участник чемпионата мира 1970 года». Остальные четверо удостоены звания как серебряные призёры ЧЕ-1972.

### 1974
24 декабря
Звание присвоено двум спартаковцам за 3-е место на Олимпийских играх 1972 года:
- Ольшанский, Сергей Петрович
- Ловчев, Евгений Серафимович - змс России (2004)

### 1975
30 апреля
За выход в финал Кубка Кубков звание получили 7 игроков киевского «Динамо» (Мунтян — вторично):
- Решко, Стефан Михайлович - змс (1975)
- Фоменко, Михаил Иванович - змс (1975)
- Матвиенко, Виктор Антонович - змс (1975)
- Коньков, Анатолий Дмитриевич - змс (1982)
- Буряк, Леонид Иосифович - змс (1975)
- Блохин, Олег Владимирович - змс (1975)
- Веремеев, Владимир Григорьевич - змс (1975)
- Мунтян, Владимир Фёдорович (2-й раз; первый — в 1973) - змс (1975)

25 декабря
- Зуев, Валерий Леонидович

### 1976
9 июля
Звание присвоено 16 футболистам молодёжной сборной СССР за победу на чемпионате Европы:
- Оганесян, Хорен Георгиевич
- Саркисян, Армен Владимирович
- Круглов, Виктор Михайлович
- Петренко, Сергей Анатольевич
- Бубнов, Александр Викторович
- Фёдоров, Владимир Иванович
- Ан, Михаил Иванович
- Аджем, Юрий Николаевич (лишён звания в 1981, звание восстановлено 3 марта 1982 г.)
- Слободян, Пётр Петрович
- Горбунов, Валерий Петрович (лишён звания в 1978)
- Гуцаев, Владимир Гаврилович - змс (1981)
- Радаев, Виктор Александрович
- Швецов, Василий Степанович
- Высоких, Никита Александрович
- Гончаров, Валерий Васильевич
- Кипиани, Давид Давидович - змс (1981)

7 октября
- Минаев, Александр Алексеевич - змс России (2010)
- Астаповский, Владимир Александрович - змс России (2003)
- Назаренко, Леонид Васильевич

24 декабря
- Звягинцев, Виктор Александрович

Минаев, Астаповский, Назаренко и Звягинцев удостоены звания как бронзовые призёры Олимпийских игр 1976 года.

### 1977
22 июля
Приказ о присвоении звания имел следующую формулировку: «Отмечая успешное выступление юношеской команды СССР по футболу, завоевавшей 1-е место на чемпионате мира».
- Крячко, Валентин Николаевич
- Бессонов, Владимир Васильевич - змс (1986)
- Баль, Андрей Михайлович - змс (1986)
- Хидиятуллин, Вагиз Назирович - змс (1988)

### 1979
12 октября
Звание присвоено игрокам сборной Москвы — чемпионам VII летней Спартакиады народов СССР:
- Дасаев, Ринат Файзрахманович - змс (1988)
- Гаврилов, Юрий Васильевич - змс России (2007)
- Черенков, Фёдор Фёдорович - змс (1989)
- Сидоров, Евгений Васильевич
- Самохин, Виктор Сергеевич
- Сорокин, Александр Фёдорович
- Шавло, Сергей Дмитриевич
- Маховиков, Александр Фёдорович
- Максименков, Александр Иванович
- Никулин, Сергей Николаевич
- Новиков, Александр Васильевич
- Петрушин, Алексей Алексеевич
- Петраков, Валерий Юрьевич
- Васильев, Николай Викторович
- Чесноков, Юрий Иванович

### 1980
10 июня
Звание присвоено игрокам молодёжной сборной СССР за победу на чемпионате Европы (Андрей Баль удостоен звания вторично):
- Гуринович, Игорь Николаевич
- Хачатрян, Ашот Суренович
- Газзаев, Валерий Георгиевич
- Шенгелия, Рамаз Александрович - змс (1981)
- Дараселия, Виталий Кухинович - змс (1981)
- Балтача, Сергей Павлович - змс (1986)
- Журавлёв, Сергей Николаевич
- Каплун, Виктор Григорьевич
- Хапсалис, Александр Антонович
- Демьяненко, Анатолий Васильевич - змс (1986)
- Суслопаров, Юрий Владимирович
- Баль, Андрей Михайлович (2-й раз; первый — в 1977) - змс (1986)
- Думанский, Ярослав Мирославович
- Чанов, Виктор Викторович - змс (1986)

12 сентября
- Сулаквелидзе, Тенгиз Григорьевич - змс (1981)
- Чивадзе, Александр Габриэлович - змс (1981)

12 ноября
- Андреев, Сергей Васильевич
- Романцев, Олег Иванович

Сулаквелидзе, Чивадзе, Андреев и Романцев получили звание за 3-е место на Олимпийских играх 1980.

### 1981
26 мая
Звание получили 6 игроков тбилисского «Динамо» с формулировкой: «за победу в розыгрыше Кубка обладателей кубков, мастерство, волю, мужество, проявленные в этих матчах».
- Муджири, Давид Амиранович
- Тавадзе, Георгий Григорьевич
- Какилашвили, Нугзар Шалвович
- Жвания, Важа Бердиевич
- Чилая, Георгий Леонидович
- Сванадзе, Заур Александрович

### 1982
30 сентября
Звание присвоено первому «официальному» советскому легионеру с формулировкой: «За большой личный вклад в успешное выступление команды „Рапид“ (Вена) в чемпионате Австрии, проявление лучших качеств советского спортсмена. Основание: письмо советского посла в Австрии, товарища Ефремова».
- Зинченко, Анатолий Алексеевич

### 1986
28 апреля
Звание присвоено 8 игрокам киевского «Динамо» за выход в финал Кубка Кубков.
- Беланов, Игорь Иванович - змс (1986)
- Евтушенко, Вадим Анатольевич - змс (1986)
- Заваров, Александр Анатольевич - змс (1986)
- Кузнецов, Олег Владимирович - змс (1986)
- Михайлов, Михаил Леонидович - змс (1986)
- Рац, Василий Карлович - змс (1986)
- Яковенко, Павел Александрович - змс (1986)
- Яремчук, Иван Иванович - змс (1986)

### 1987
9 октября
Звание присвоено 15 победителям летней Универсиады 1987 года в Загребе.
- Тауткус, Робертас Генрикович
- Баранаускас, Стасис-Витаутас Адамович
- Сукристов, Вячеслав Васильевич
- Калинаускас, Альмантас Казимирович
- Рузгис, Кестутис Броневич
- Нарбековас, Арминас Андреевич - змс (1988)
- Концявичюс, Альвидас Ионович
- Мажейкис, Ромас Витаутович
- Панкратьев, Игорь Панкратьевич
- Янонис, Арвидас Александрович - змс (1988)
- Балтушникас, Виргиниюс Вильгельмович
- Бридайтис, Викторас Викторович
- Иванаускас, Вальдас Вацлавич
- Бузмаков, Владимир Петрович
- Расюкас, Видмантас Лонович

### 1988
30 сентября
Звания удостоены игроки сборной СССР за 2-е место на ЧЕ-1988.
- Пасулько, Виктор Васильевич
- Гоцманов, Сергей Анатольевич

### 1989
30 июня
Сергей Родионов удостоен звания как игрок сборной СССР, вышедшей в финальную часть ЧЕ-1988.
- Родионов, Сергей Юрьевич

### 1990
30 июня
- Гершкович, Михаил Данилович — за выход в 1972 году в составе «Динамо» (Москва) в финал Кубка Кубков
- Банишевский, Анатолий Андреевич (2-й раз; первый — в 1966) — за 2-е место на ЧЕ-1972  - змс (1991)

30 ноября
Звание получили игроки молодёжной сборной СССР за победу на чемпионате Европы:
- Колыванов, Игорь Владимирович
- Чугунов, Дмитрий Вячеславович
- Соловьёв, Михаил Николаевич
- Кобелев, Андрей Николаевич
- Кирьяков, Сергей Вячеславович
- Чернышов, Андрей Алексеевич
- Шматоваленко, Сергей Сергеевич

### 1991
Звания присвоено чемпионам Европы среди молодёжных команд, а также Анатолию Куксову как бронзовому призёру Олимпийских игр 1972 года.
28 февраля
- Шалимов, Игорь Михайлович
- Мостовой, Александр Владимирович
- Поздняков, Борис Александрович
- Куксов, Анатолий Яковлевич

29 марта
- Лужный, Олег Романович

30 мая
- Пятницкий, Андрей Владимирович

30 июня
- Ерёмин, Михаил Васильевич

### 1992
16 февраля
Звание присвоено за победу на молодёжном чемпионате Европы 1990. Задержка вызвана тем, что Федерация Футбола Грузинской ССР вышла в 1990 из подчинения союзной организации, и только в 1992, после перехода Цхададзе в «Спартак» (Москва) звание было присвоено.
- Цхададзе, Кахабер Джумберович

## Дополнения к списку
Изучение заявочных данных по сезонам на чемпионат СССР, а также изучение составов различных сборных СССР, позволяет дополнить список следующими футболистами:
1972
- Заназанян, Оганес Арутюнович — звание должно быть присвоено как призёру ОИ-72.

1979
- Якубик, Андрей Александрович — звание должно быть присвоено и как призёру ОИ-72, и как победителю Спартакиады народов СССР-79

1980
- Новиков, Валерий Иванович — звание должно быть присвоено как победителю молодёжного чемпионата Европы 1980 (был основным вратарем).
- Прокопенко, Александр Тимофеевич — звание должно быть присвоено как призёру ОИ-80 (но звание могли и не присвоить за нарушения спортивного режима в минском «Динамо»).
- Челебадзе, Реваз Владимирович — звание должно быть присвоено как призёру ОИ-80.

1981
- Боровский, Сергей Владимирович[1]

1982—1986
- Андриасян, Аркадий Георгиевич — звание должно быть присвоено как призёру ОИ-72.

1984
- Лозинский, Владимир Федорович[2]

1986
- Евсеев, Василий Аркадьевич[3]
- Михайличенко, Алексей Александрович[4]

1990
- Канчельскис, Андрей Антанасович — звание должно быть присвоено как победителю молодёжного чемпионата Европы 1990
- Сидельников, Андрей Анатольевич — звание должно быть присвоено как победителю молодёжного чемпионата Европы 1990

 ?
- Семёнов, Вячеслав Михайлович — призёр ОИ-72
- Елисеев, Юрий Константинович — призёр ОИ-72
- Прохоров, Александр Владимирович — призёр ОИ-72
- Юран, Сергей Николаевич — победитель молодёжного чемпионата Европы 1990 (участник финальных игр)
- Ковтун, Андрей Александрович — победитель молодёжного чемпионата Европы 1990 (участник финальных игр, запасной вратарь)
- Карпин, Валерий Георгиевич — победитель молодёжного чемпионата Европы 1990 (участник финальных игр, запасной)
- Сергеев, Олег Вячеславович — победитель молодёжного чемпионата Европы 1990 (участник финальных игр, запасной)

## Комментарии
1. ↑  В матчах финальной части ЧЕ-1988 Сергей Родионов участия не принимал.